# 梅克斯德旺维尔通
梅克斯德旺维尔通（法語：Meix-devant-Virton，法語發音：[mɛks dəvɑ̃ viʁtɔ̃]；戈姆方言：Maiche-duvant-Vièrtan）是比利时瓦隆大区盧森堡省維爾通區的一个市镇，西与法国接壤，通行法语，是比利时法语社群的一部分，面积54.20平方千米，人口2,831人（2018年1月1日）。

## 地名
“梅克斯德旺维尔通”（Meix-devant-Virton）一名在法语中意为“维尔通前方的梅克斯”。《世界地名翻译大辞典》与《世界地名译名词典》将该地名译作“梅德旺维通”，然而“Meix”的末尾字母“x”发音，且“Virton”为临近城市，通译作“维尔通”。

## 友好城市
- 法國 盖里尼